# Célula diploide
Una célula diploide (del griego διπλόος diplóos 'doble' y -oide) (2n) es aquella que tiene un número doble de cromosomas, es decir, la que posee dos series de cromosomas, a diferencia de los gametos que poseen un número simple (n). 
Las células somáticas del ser humano contienen 46 (23×2) cromosomas; ese es su número diploide. 
Los gametos, originados en las gónadas por medio de meiosis de las células germinales, tienen solamente la mitad, 23, lo cual constituye su número haploide (n), puesto que en la división meiótica sus 46 cromosomas se reparten tras una duplicación de material genético (2c→4c) en 4 células, cada una con 23 cromosomas y una cantidad de material genético, dejando a cada célula sin el par completo de cromosomas.
Un ejemplo es el elefante africano, que en sus células posee 56 cromosomas (28 pares) en total en cada una de sus células somáticas, este es el número diploide; pero en sus células sexuales dentro de sus órganos reproductores solo posee la mitad, o sea 28 cromosomas, que es el número haploide.